# جروان أبو الهبال (دير الزور)
جروان أبو الهبال قرية سورية تتبع ناحية كسرة في منطقة مركز دير الزور في محافظة دير الزور. بلغ عدد سكانها 6074 نسمة في عام 2004 حسب إحصاء المكتب المركزي للإحصاء.